# Культура слова (журнал)
«Культура слова» — науково-популярний журнал Інституту української мови НАН України (відділ стилістики та культури мови). Виходить із 1967 року. Тематика видання розрахована на широке коло читачів, які цікавляться питаннями естетики слова в художньому творі, сучасною термінологією, значенням фразеологізмів, паронімів, синонімів, складними випадками слововживання, правопису тощо.
Збірник «Культура слова» започатковувався як науково-практичне видання. Починалося видання як щорічник, а з 1979 року збірник видається як щопіврічник. Спочатку збірник називався «Питання мовної культури» (вип. 1-4), з 1970 р. — «Рідне слово» (вип. 5-9), під теперішньою назвою — з 1976 р. На сторінках часопису публікувалися статті Дмитра Білоуса, Дмитра Гнатюка. Своїми роздумами про слово ділилися з читачами «Культури слова» Олесь Гончар, Максим Рильський, Борис Тен. На сторінках видання побачили світ статті відомих дикторів українського радіо Миколи Погрібного  і Павла Громовенка.
У «Культурі слова» опубліковано цілу низку статей відомих мовознавців України — В. М. Русанівського, В. Г. Скляренка, Г. П. Півторака, П. Ю. Гриценка, О. О. Тараненка та ін.
Матеріали часопису «Культура слова», опубліковані упродовж 30 років (від 1967 до 2007 р.), покладено в основу інтерактивного видання «Говоримо і пишемо зразковою українською літературною мовою» на компакт-диску.
Відповідальний редактор — член-кореспондент НАН України, доктор філологічних наук, професор С. Я. Єрмоленко